# Cantonul Jaligny-sur-Besbre
Cantonul Jaligny-sur-Besbre este un canton din arondismentul Vichy, departamentul Allier, regiunea Auvergne, Franța.

## Comune
- Bert
- Châtelperron
- Chavroches
- Cindré
- Jaligny-sur-Besbre (reședință)
- Liernolles
- Saint-Léon
- Sorbier
- Thionne
- Treteau
- Trézelles
- Varennes-sur-Tèche